# Green Belt Center

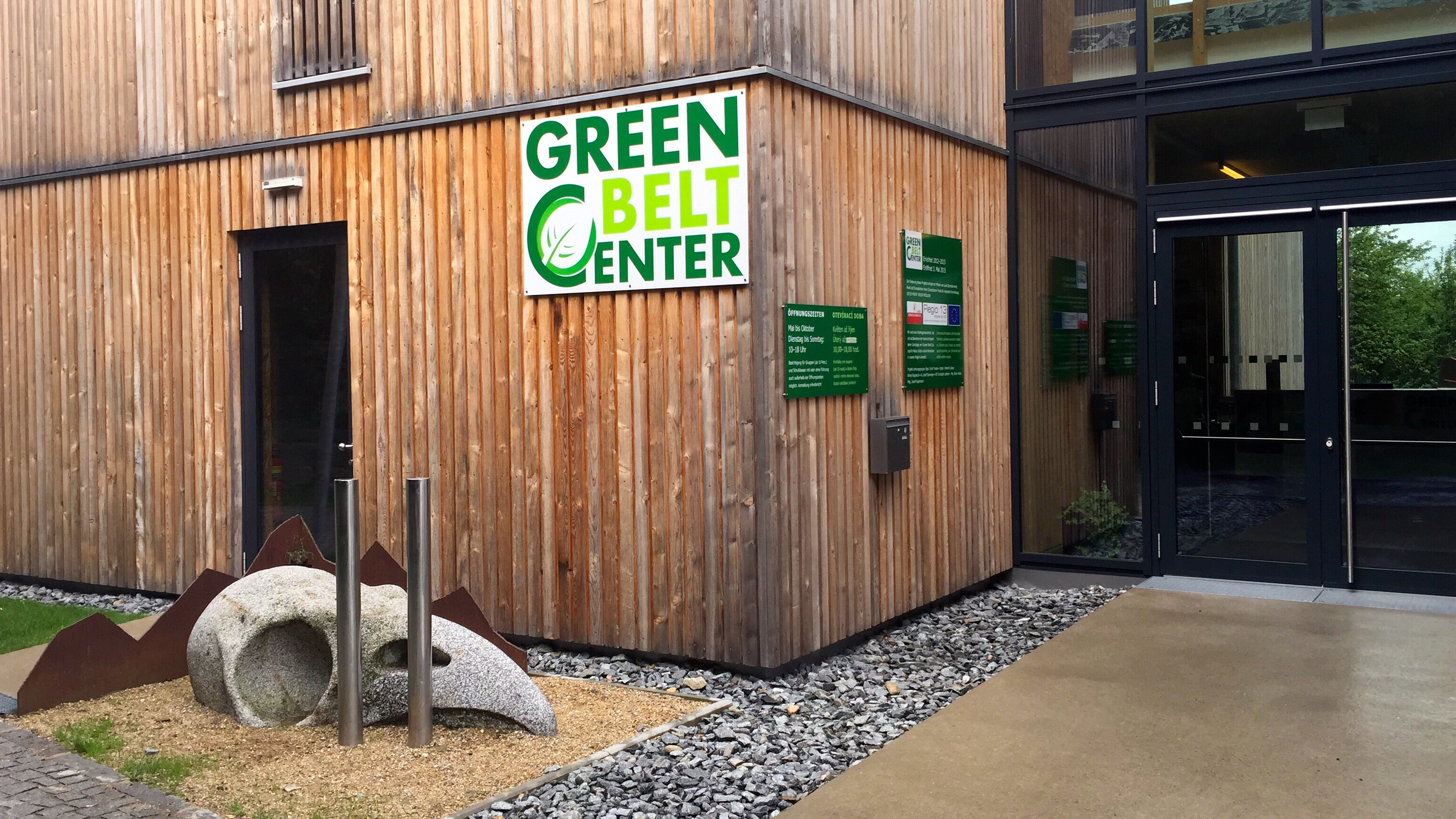
Architektur im Eingangsbereich des Green Belt Center.

Das Green Belt Center ist ein Besucherzentrum in Windhaag bei Freistadt.
Es liegt im nördlichen Mühlviertel unmittelbar an der Grenze zu Südböhmen und wurde im Jahr 2015 eröffnet. Betreiber sind der Verein Mühlviertler Waldhaus und die Naturraum Grünes Band GmbH. Im barrierefrei zugänglichen Gebäude werden Ausstellungen, der Lage entsprechend, nicht nur in Deutsch und Englisch, sondern der Nachbarschaft angepasst, auch in tschechischer Sprache gezeigt. Mitte Dezember 2018 musste die Green Belt Center-Betreibergesellschaft, die „Naturraum Grünes Band GmbH“ aufgrund mangelnder Besucher ein Sanierungsverfahren beantragen.

## Dauerausstellungen

### Mensch und Natur

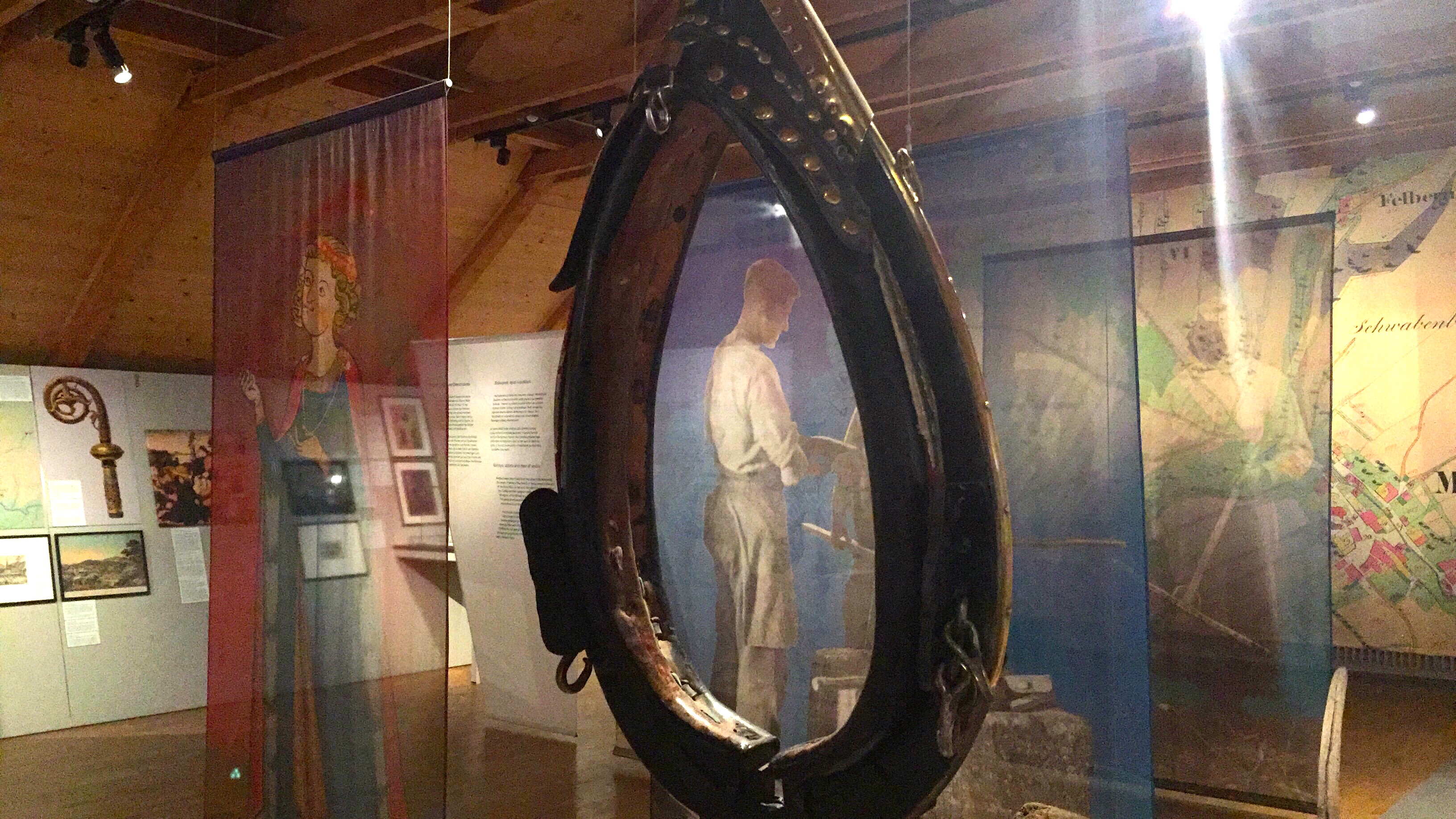
Ausstellungsraum im 2. Stock des Green Belt Center. Ausstellung „Mensch und Natur“.

Im Dachgeschoß des Green Belt Centers in Windhaag bei Freistadt wird die Vergangenheit der Region um Windhaag nachgezeichnet. Die Themen reichen von den Siedlern, Rittern und Kolonisatoren des 13. Jahrhunderts über die Bewohner des Freiwalds, die bis weit in die Neuzeit keinen Grundherren über sich hatten, bis zu den Bauern, Waldarbeitern und Schmieden des 20. Jahrhunderts. Der Schwerpunkt der Ausstellung liegt auf den Lebensbedingungen der Bevölkerung des nördlichen Mühlviertels, welche durch lange Winter, karge Böden, kühle Sommer charakterisiert waren. Hinweise darauf finden sich in den Wäldern um Windhaag, wie beispielsweise spätmittelalterliche abgekommene Burgen und Siedlungen. Ferner thematisiert die Ausstellung das Verschwinden von Dörfern nördlich von Windhaag ab 1945 und den Aspekt der Landbewirtschaftung im Norden des Mühlviertels.

### Eiserner Vorhang
Während die Dauerausstellung im zweiten Stock des Green Belt Centers sich der Geschichte des nördlichen Mühlviertels vom 13. bis etwa zur Mitte des 20. Jahrhunderts widmet, fokussiert sich die Ausstellung im ersten Stock auf die Zeitspanne von der Entstehung bis zum Fall des Eisernen Vorhangs 1989 und die Entwicklung dieser ehemaligen Grenzregion zu einem heute weitgehend unter Naturschutz stehenden Gebiet.

### Das Grüne Band Europa
Zentraler Teil des neuen Green Belt Centers ist eine Ausstellung zum Thema «Grünes Band Europa», welches auf einer Strecke von 12.500 km von der subarktischen Tundra bis an das Schwarze Meer  quer durch Europa verläuft. Das Informationszentrum behandelt die einzelnen Abschnitte des Grünen Bandes unter historischen und naturwissenschaftlich Aspekten. Methodisch aufgearbeitet wird das Thema anhand von Bildern, Filmsequenzen und Originalobjekten. Die Ausstellung befasst sich insbesondere mit der Flora und Fauna des Grünen Bandes. Am Ende des Rundganges werden Gefährdungen und Chancen für das Grüne Band und seine Flora und Fauna aufgezeigt. 

## Architektur
Die ehemalige Anton-Bruckern-Schule bildet eine Einheit mit dem Zubau, welcher als turmartiger Solitärbaukörper aus Holz ausgeführt ist. Ein erdgeschoßiger Anbau dient als Veranstaltungsraum. Der dreigeschoßige Turmbau ist ein markantes Merkmal der Architektur des Green Belt Centers. Eine Aussichtsplattform am Dach ermöglicht einen Blick in die Landschaft der österreichisch-tschechischen Grenzregion. Die Anbindung an die bestehende Anton-Bruckner-Schule erfolgt im Obergeschoß und Dachgeschoß in Form einer verglasten Brücke. Der Luftraum der ehemaligen Treppe ist zur vertikalen Grünzone mit erdgeschoßiger Besucherlounge umfunktioniert. Der Zubau wurde als reiner Holzbau auf einer Stahlbetonbodenplatte konzipiert. Der Holzbau erfüllt die Anforderungen an die ökologischen Planungsvorgaben eines energieeffizienten Gebäudetyp. Der Holzbau ist einerseits außen durch natürlich gebeizte Holzverkleidungen und im Innenbereich durch den Einsatz von Sichtflächen in Holz klar erkennbar.